# Avtomatska stružnica
Avtomatska stružnica je stružnica, kjer so vsi gibi, kakor na primer vključevanje glavnega vretena in podajalnih gibanj, sprememba števila vrtljajev glavnega vretena in podajalnih hitrosti, vpenjanje obdelovanca, vključevanje dodatnih naprav in drugo, v celoti avtomatizirani. Ob zamenjavi oblike obdelovanca je potrebno dolgotrajno nastavljanje krmiljenja. Ko je urejeno krmiljenje delavec delo na avtomatski stružnici le nadzoruje in občasno vlaga nov material v napravo za dodajanje obdelovancev.
Na avtomatskih stružnicah lahko obdelujemo predvsem paličast material, pa tudi material v kosih. Najbolj preprosto obdelujemo paličast material, ki ga dovajamo v stroj skozi posebno vodilno cev, ki je v sredini glavnega vretena. Neugodno je le to, da vrteča se palica povzroča močan ropot.
Material v kosih dovajamo avtomatu preko dodajne naprave (skladišča). Če so obdelovanci večji in nerodnih oblik, je njihovo delovanje lahko zelo težavno in jih zato vpnemo ročno. Seveda pa v takem primeru ne moremo več govoriti o avtomatu, temveč o polavtomatskem stroju.

Avtomatske stružnice delimo na:
- enovretenske
- večvretenske